# Deiregyne sheviakiana
Deiregyne sheviakiana là một loài thực vật có hoa trong họ Lan. Loài này được (Szlach.) Espejo & López-Ferr. mô tả khoa học đầu tiên năm 1997.